# Мнёвники (станция метро)
«Мнёвники» — станция Московского метрополитена на Большой кольцевой линии. Расположена в районе Хорошёво-Мнёвники (СЗАО) на месте бывшей деревни Карамышево на севере Мнёвниковской поймы. Названа по бывшей деревне Мнёвники. Открытие для пассажиров состоялось 1 апреля 2021 года в составе участка «Хорошёвская» — «Мнёвники».

## Название
Первоначально станцию предполагалось назвать «Нижние Мнёвники». 2 апреля 2019 года мэр Москвы Сергей Собянин подписал постановление о присвоении станции названия «Карамышевская»: неподалёку находится Карамышевская ГЭС. 8 декабря 2020 года Сергей Собянин подписал постановление о новом названии станции — «Мнёвники» (с апреля 2019 года по май 2020 название «Мнёвники» относилось к станции «Терехово»). Также именовалась «Карамышево» на официальной схеме метрополитена как строящаяся вплоть до открытия, а «Мнёвниками» обозначалась соседняя станция «Народное Ополчение».

## История
Изначально станция под названием «Мнёвники» глубокого заложения предлагалась к строительству на участке «Шелепиха» — «Хорошёвская». Решение о наименовании станции было принято Постановлением Правительства Москвы № 564-ПП от 24 июня 2008 года. Предполагалось, что станция будет расположена вблизи пересечения Звенигородского шоссе и улицы Мнёвники. Планировалось открыть станцию в составе участка «Деловой центр» — «Нижняя Масловка». Однако 12 февраля 2011 года было объявлено, что в связи с расположением станции в промзоне, её строительство отменено.
Летом 2012 года в проект строительства Большой кольцевой линии были внесены изменения. Согласно им, станцию «Нижние Мнёвники» планировали открыть в составе западного участка линии «Хорошёвская» — «Кунцевская» в декабре 2015 года. По проекту станция «Нижние Мнёвники» будет мелкого заложения или наземной и будет располагаться в северной части Мнёвниковской поймы вблизи улицы Нижние Мнёвники.
В феврале 2013 года в градостроительной комиссии Москвы был утверждён проект участка Большой кольцевой линии «Хорошёвская» — «Кунцевская», предусматривающий строительство станции метро «Нижние Мнёвники».
В декабре 2014 года лидер байк-клуба «Ночные Волки» Александр Залдостанов написал обращение к Сергею Собянину с просьбой дать станции название «Полуостров Крым».
В марте 2017 года стало известно, что станция, возможно, будет построена в черновом варианте и законсервирована до начала развития окружающей территории. Это обусловлено технической необходимостью размещения промежуточной станции или эвакуационного выхода на 7-километровом перегоне между соседними станциям.
В июле 2017 года началась разработка проекта станции. Тогда же Сергей Кузнецов сообщил, что она будет построена с одной островной платформой, а не с двумя береговыми. За проектирование отвечает испанская компания «Bustren».
В апреле 2018 года дизайн станции был адаптирован под новый проект с островной платформой с сохранением старых цветовых и архитектурных решений.

## Расположение
Станция расположена на пусковом участке «Хорошёвская» — «Мнёвники» между станциями «Народное Ополчение» и «Терехово». Для удобства пассажиров предполагается построить через Москву-реку два пешеходных моста к станции: от спортивного комплекса в Крылатском и от района Филёвский Парк.

## Архитектура и оформление
Колонная трёхпролётная станция мелкого заложения с одной островной платформой.
Изначально станция планировалась «по образцу мадридского метро», с двумя платформами берегового типа и одним двухпутным тоннелем посередине. Однако в ходе сотрудничества с генподрядчиком строительства ОАО «Мосинжпроект» было принято решение строить более традиционную для Московского метрополитена островную платформу.
Архитектурный облик станции был выбран по результатам открытого национального конкурса, победителем которого стало архитектурное бюро Тимура Башкаева. Основным материалом оформления станции является бетон: как окрашенный и фактурный, так и конструктивный черновой. В вестибюлях и на платформе установлены декоративные опоры красного цвета. Центральная часть платформы подсвечена и насыщена навигацией, а в торцах станции размещены зоны отдыха в виде подсвеченных ниш со скамьями.

## Путевое развитие
Рядом со станцией, со стороны станции «Терехово», расположены оборотные тупики с ПТО и два сквозных пути для отстоя и оборота составов, из которых один примыкает сбоку ко II главному пути. Там же предусмотрен пункт технического обслуживания.

## Строительство
Генеральный проектировщик и генеральный подрядчик по строительству станции — Мосинжпроект.
- В марте 2017 года был объявлен открытый конкурс на строительство участка метро, включающего эту станцию, итоги должны были быть подведены в апреле того же года[16].
- В сентябре 2017 года был объявлен новый конкурс на строительство участка, включающего эту станцию. Согласно требованиям закупки, победитель конкурса должен будет завершить все строительно-монтажные работы до конца мая 2020 года. Итоги конкурса будут подведены в начале октября 2017 года[17].
- Декабрь 2017 года — ведётся обустройство стройплощадки и подготовка к созданию «стены в грунте». Стало известно, что все работы планируют завершить до конца 2020 года[18].
- Март 2018 года — закончилось создание стены в грунте и начинается раскрытие котлована станции[19][неавторитетный источник].
- Апрель 2018 года — продолжается разработка проектной и рабочей документации станции[13].
- 4 мая 2018 года — начался основной этап работ на станции[20].
- 6 июля 2018 года — Выполнено устройство ограждающих конструкций котлована станции метро[21].
- 30 июля 2018 года — Началось сооружение оборотных тупиков за станцией[22].
- 3 сентября 2018 года — Началась проходка левого перегонного тоннеля от станции «Нижние Мнёвники» до станции «Карамышевская». Длина перегона составит 1873 метра. Проходку планируется завершить к концу лета 2019 года[23].
- 26 октября 2018 года — Началась проходка правого перегонного тоннеля от станции «Нижние Мнёвники» до станции «Улица Народного Ополчения». Длина перегона составит более 1,8 километра. Проходку планируется завершить к концу 2019 года[24].
- 20 мая 2019 года — Завершилась проходка левого тоннеля от станции «Карамышевская» до «Улицы Народного Ополчения»[25].
- 9 сентября 2019 года — Началось строительство двухпутного тоннеля между станциями «Мнёвники» и «Терехово»[26][27].
- 18 декабря 2019 года — закончилась проходка вышеупомянутого участка длиной 938 метров[28].
- 18 марта 2021 года — совместный приказ за подписью начальников Метростроя Сергея Жукова и Метрополитена Виктора Козловского об обязательной сдаче объекта не позднее 31 марта[29].
- В ночь с 19 на 20 марта 2021 года — устранение недоделок путём проведения габаритного вагона.
- 20 марта 2021 года — начало обкатки участка составами «Ока» и «Москва».
- 22 марта 2021 года — завершение обкатки, ввод тренировочного графика (передача объекта мосметрополитену с включением рабочего режима).
- 29 марта 2021 года — бетонирование демонтажной камеры за тупиками станции.
- 1 апреля 2021 года — открытие станции в 11:00.

## Пассажиропоток
Увеличилось число поездок по станции почти в четыре раза, после открытия нового моста в районе улицы Мясищева.

## Наземный общественный транспорт
На этой станции можно пересесть на следующие маршруты городского пассажирского транспорта:
- Автобусы: м23, е24, 73, 391, т19

## Фотогалерея

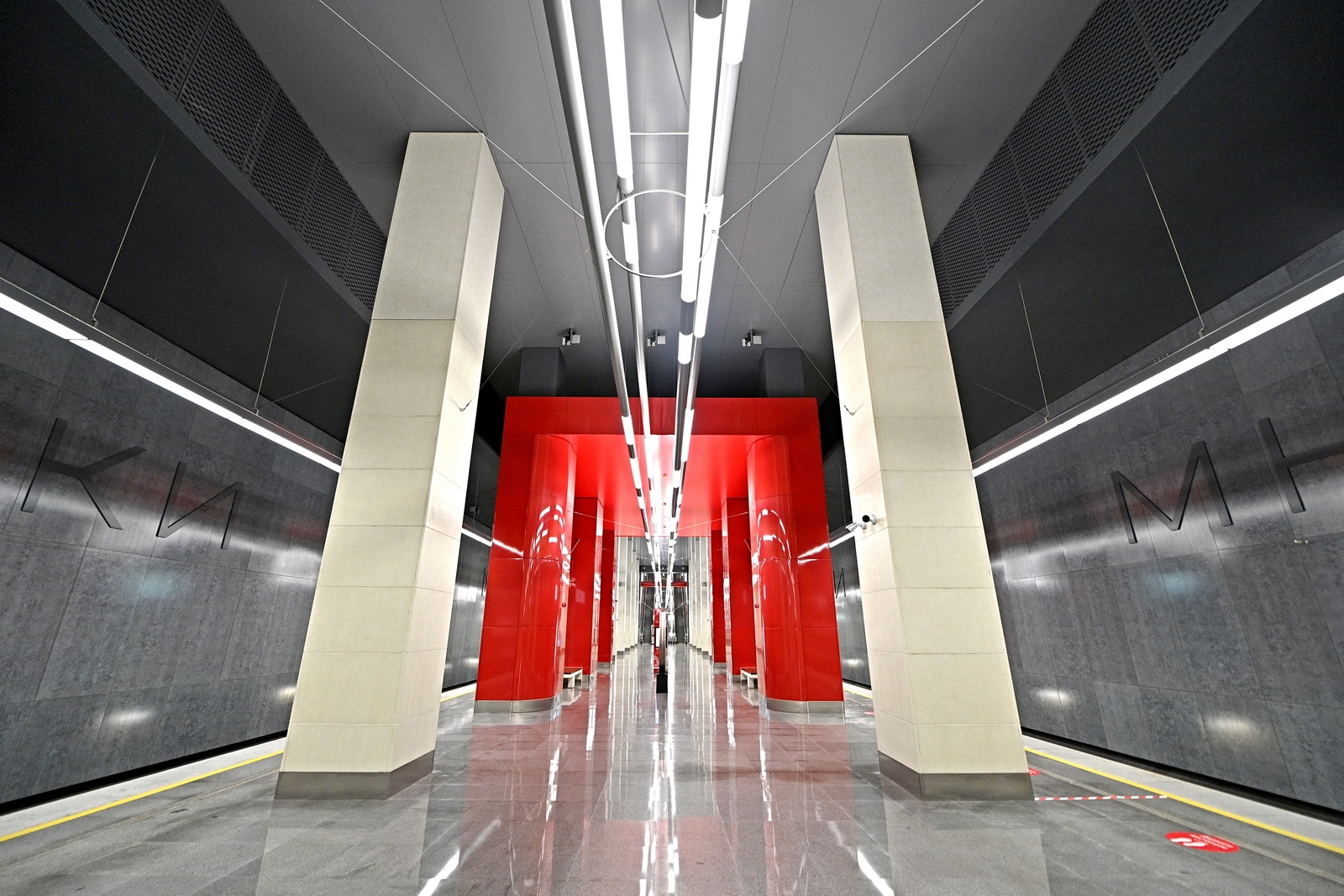
Станционный зал
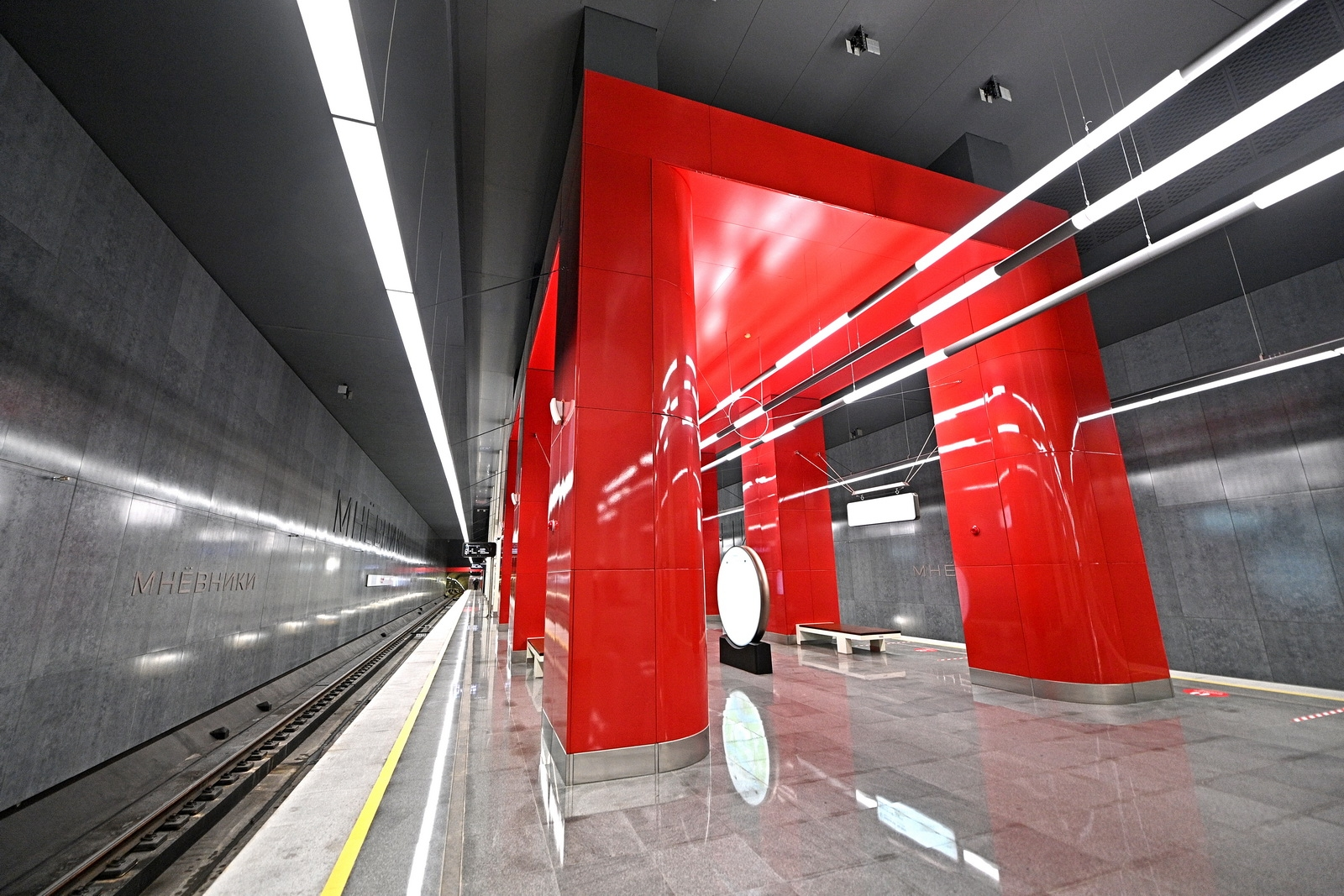
Декоративная арка на платформе
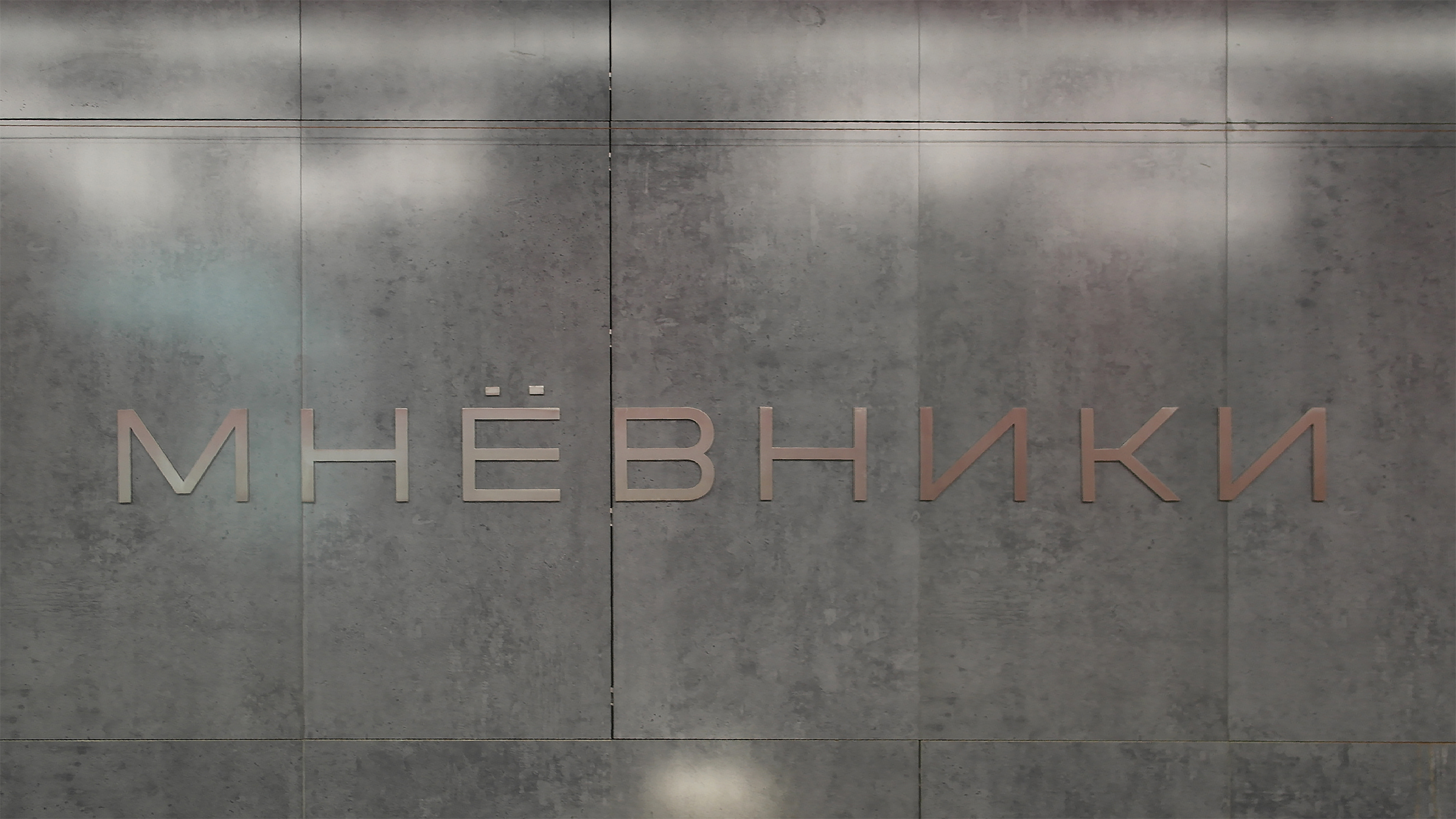
Название станции
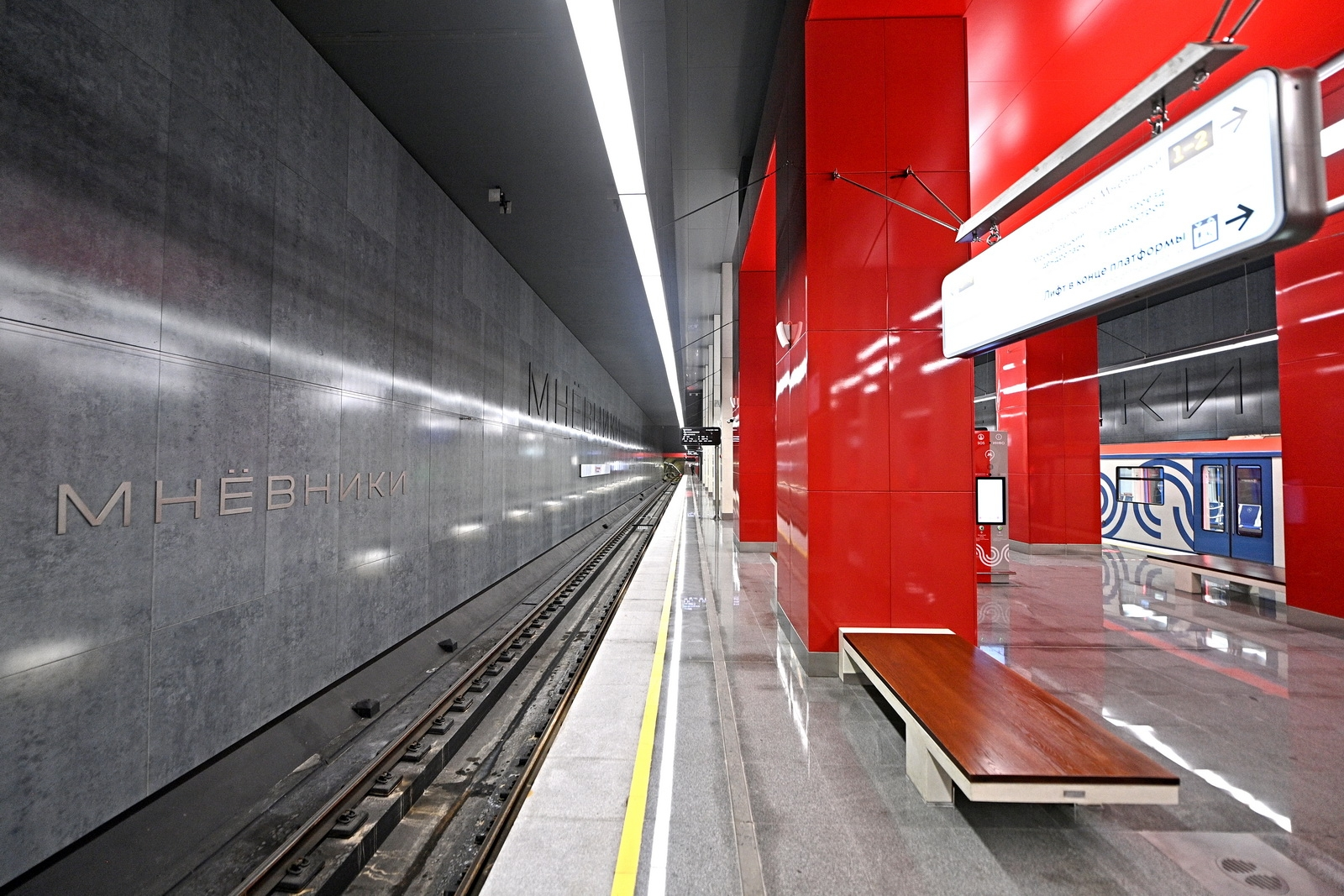
Посадочная платформа и путь
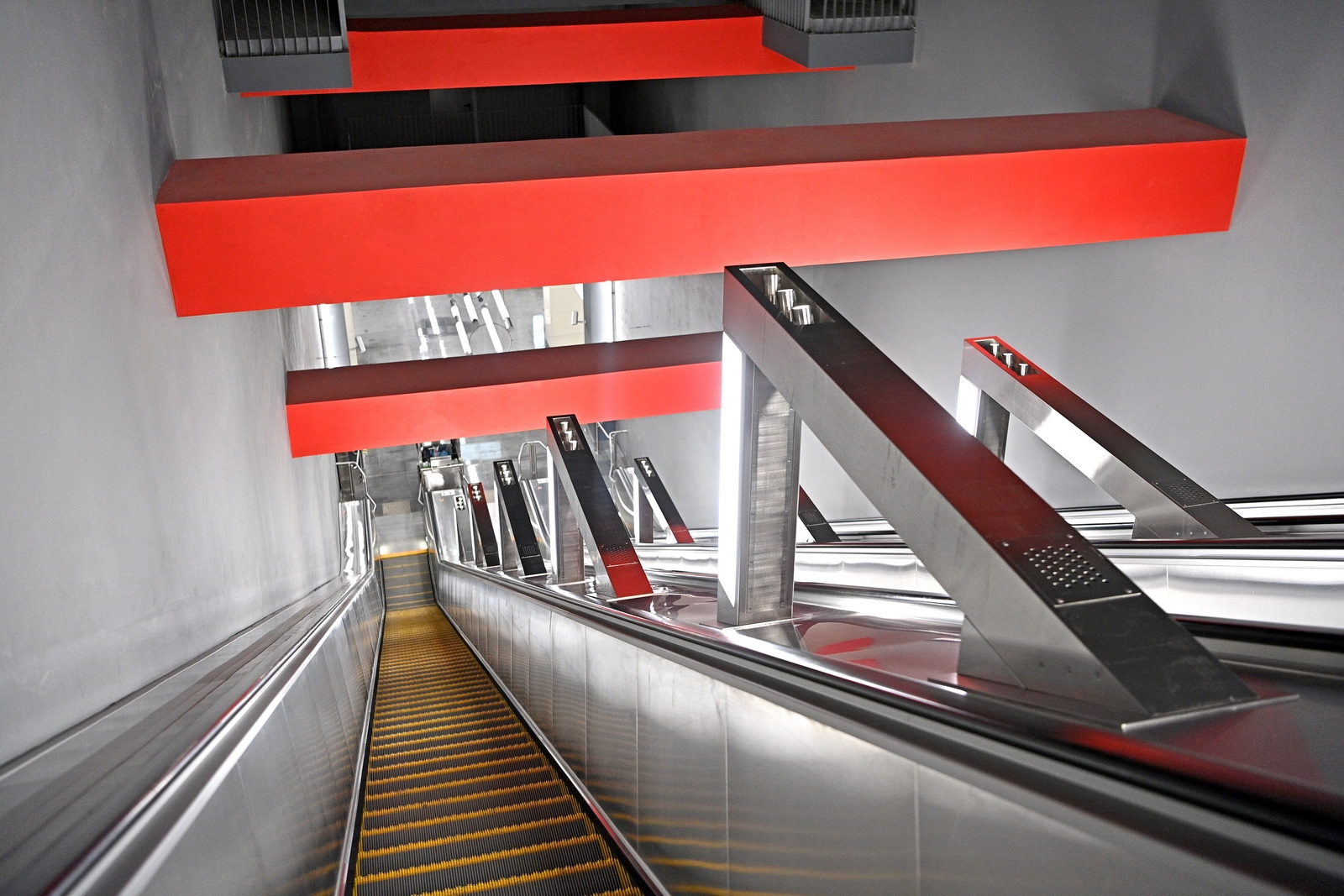
Эскалаторный наклон
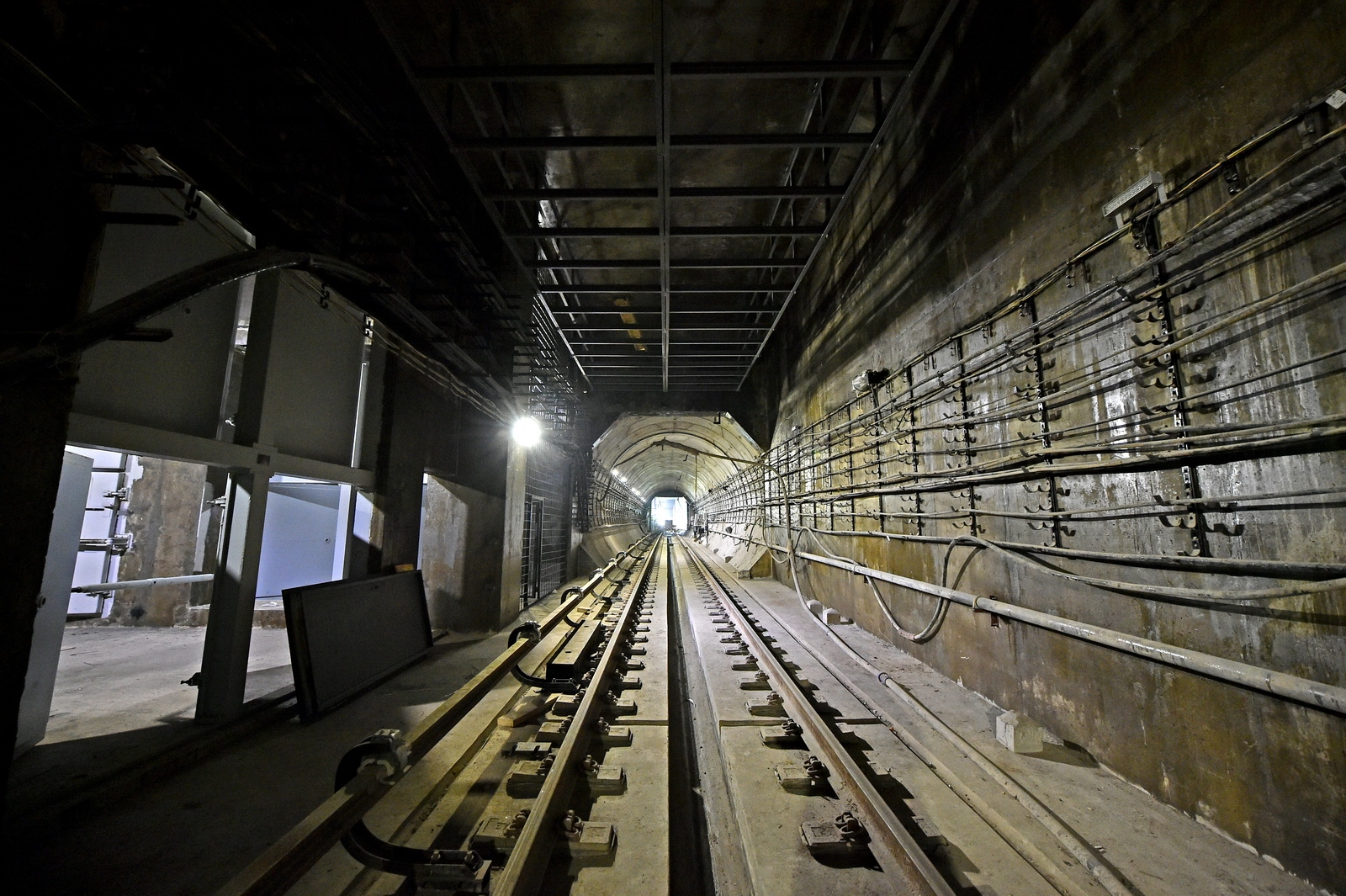
Строительство станции, ноябрь 2020 года
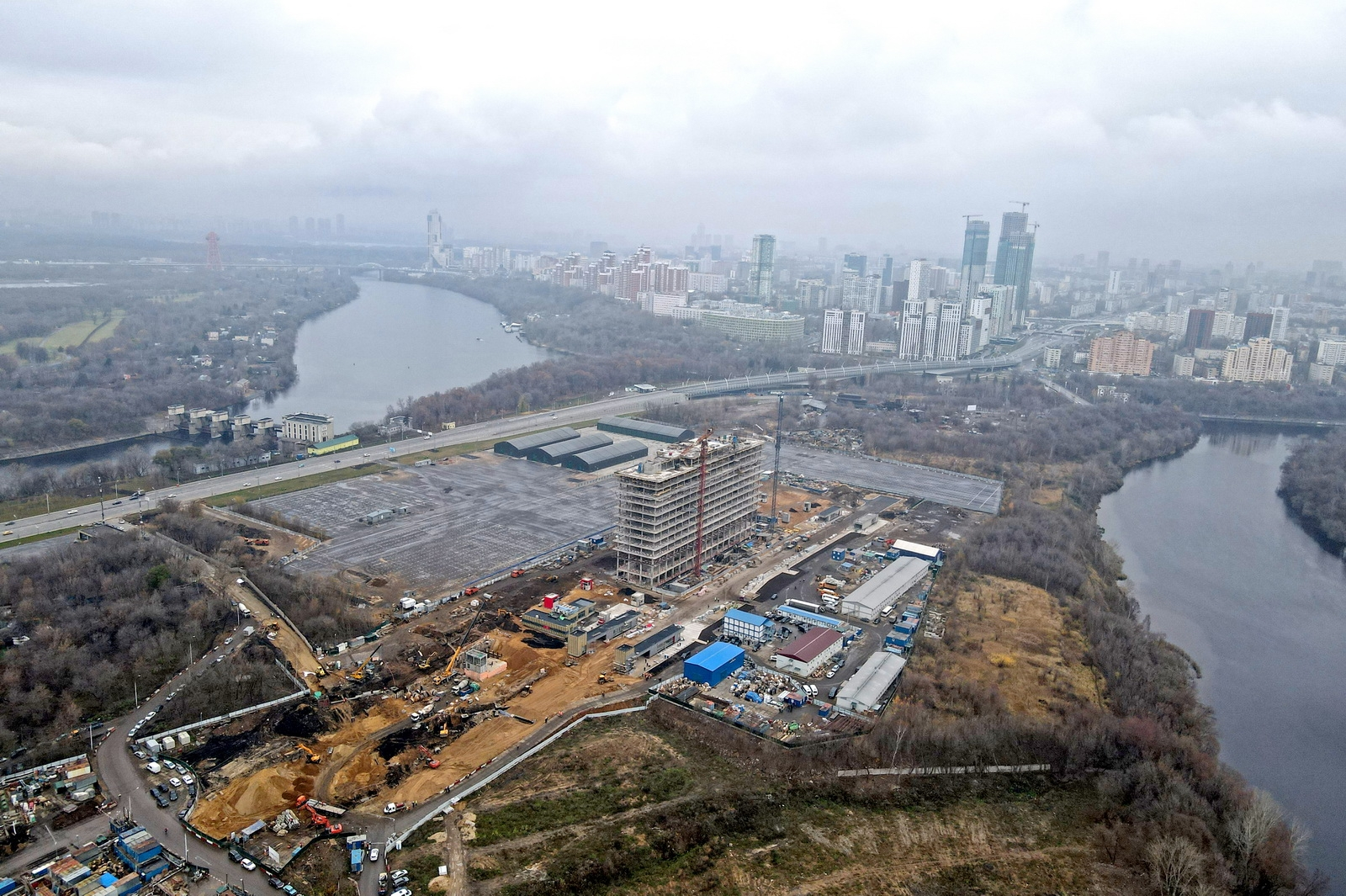
Строительная площадка, ноябрь 2020 года